# Cosmódromo de Svobodny
O Cosmódromo de Svobodny, em russo Свобо́дный, 
é uma base espacial da Rússia, localizada ao Norte de Oblast de Amur, originalmente construída como uma base de lançamento de ICBMs chamada Svobodny-18.
A escolha final foi feita por conta de instalações militares próximas à estação ferroviária de Ledianaja, usada por muitas décadas pela 27a divisão de forças estratégicas de foguetes. 
Svobodny, se tornou oficialmente um Cosmódromo em 1 de Março de 1996. Em Fevereiro de 2007, o Presidente Vladimir Putin, ordenou o fechamento desse centro de lançamento.